# Centre Pierre-Charbonneau
Le centre Pierre-Charbonneau est un centre communautaire de loisirs (CCL) situé à Montréal (Canada). 

## Description
Situé au cœur du Parc olympique de Montréal, le Centre Pierre-Charbonneau est un complexe multidisciplinaire géré en partenariat par la Ville de Montréal et l'Association du Centre Pierre-Charbonneau. Depuis son ouverture en 1960, le Centre est le théâtre d'une vaste gamme d'activités récréatives et d'événements sportifs et culturels. 
Le Centre a concentré les activités dans deux sphères complémentaires : offrir à la population des activités et des services de qualité, diversifiés et accessibles dans les domaines sportif, artistique, culturel et environnemental, et soutenir la réalisation d'événements d'envergure tels que congrès, colloques, spectacles, galas, championnats sportifs provinciaux, nationaux et internationaux, etc. 
L'Association du Centre Pierre-Charbonneau est une corporation sans but lucratif dont la principale mission est d'offrir à la population montréalaise des services dans les domaines artistique, culturel, sportif, communautaire, environnemental, récréatif et scientifique. Implantée depuis 1982, l'Association du Centre Pierre-Charbonneau est le partenaire privilégié de la Ville de Montréal dans la réalisation de la programmation de loisirs et des événements spéciaux.
Il est situé au 3000, rue Viau dans l'arrondissement Mercier–Hochelaga-Maisonneuve.

## Équipes hébergées
- Matrix de Montréal (American Basketball Association 2000) : 2005-2008
- Sasquatch de Montréal (Premier Basketball League) : 2008-2009
- Jazz de Montréal (Ligue nationale de basketball du Canada) : depuis 2012

## Source
- Site web officiel